# Шолак, Драган
Драган Шолак (род. 30 марта 1980, Врбас) — турецкий шахматист, гроссмейстер (2001).
Двукратный чемпион Турции (2012 и 2013).
Участник 5-и Олимпиад: в 2000 и 2004 годах за Югославию, в 2008 за Сербию, а в 2012—2014 за Турцию.

## Изменения рейтинга
| Графики недоступны из-за технических проблем. См. информацию на Фабрикаторе и на mediawiki.org. |